# Judith Márquez
Judith Márquez Montoya fue una pintora moderna y considerada como la
“primera pintora abstracta” colombiana. Nació el 29 de abril de 1925 en Chinchiná,
Caldas, hija de Ramón Márquez y Maruja Montoya.

## Biografía
En el año 1948 terminó sus estudios en Arte y Decoración en la Pontificia Universidad
Javeriana en Bogotá. Tras su graduación abrió junto con Cecilia Restrepo de Carrizosa,
Rosa Matilde Torres de Vanegas y Lucía Melendro Castilla, una oficina de decoración
llamada Lineico (línea y color).
Desde el año 1950 hasta el 1954 estudió arte en la universidad de Knoxville, Tenessee.
Durante sus estudios en Estados Unidos estuvo pendiente del arte en Norteamérica, así como
de sus cambios, y esto la llevó a incrementar su interés por la abstracción, así como a su
decisión por fundar una revista para la difusión del modernismo artístico en Colombia. Tras este periodo
regresó a Colombia y participó en el Concurso Anual de la Asociación de Escritores y
Artistas de Colombia y obtuvo una mención honorífica.
En 1955 la artista recibió varios reconocimientos por su trabajo, en primer lugar, una
mención honorífica por la obra “Garzas” en el Concurso Nacional de Pintura del Centro
Artístico de Barranquilla. En segundo lugar, obtuvo un premio por su participación en la
Tercera Bienal Hispanoamericana de Arte de Barcelona. Además, ese mismo año Márquez
ilustró un libro de cuentos escrito por Clemente Airó llamado “9 estampas de alucinado”.
También dirigió un programa de decoración en la Televisora Nacional junto con Clara
Nieto y participó en el stand de arte de la II Feria Internacional de Bogotá.
Durante finales del mes de junio y comienzos de mayo del año siguiente (1956), Márquez
inició la edición y publicó el primer número de la revista Plástica, un espacio dedicado a la
difusión y renovación de propuestas artísticas de la que se publicarían diecisiete números
en total. Este mismo año la artista fue nombrada miembro de la junta directiva de artes
plásticas de la Unión de Escritores y Artistas de Colombia.
Los años que siguieron hasta su retiro del mundo del arte (1954 - 1964) fueron muy activos
para Márquez en el campo artístico pues participó en numerosas exposiciones y eventos con sus obras. Además, en 1960 comenzó a trabajar como profesora en la Escuela de Bellas
Artes de Bogotá, y ese mismo año publicó el último número de la revista Plástica.
En 1961 viajó a México, lugar en el que residiría varios años y seguiría pintando de manera
más informal y para el año de 1964, de vuelta en Bogotá, expondría los productos de esta
época.
Falleció a los 69 años en la ciudad de Bogotá en el año 1994.

## Contexto
Entre 1939 y 1951 la Escuela Normal Superior de Colombia institucionalizó campos disciplinarios de las
ciencias humanas, esto implicó la profesionalización de labores que anteriormente eran
consideradas secundarias o pasatiempos. Esta creciente institucionalización llevó a que
artistas e intelectuales del país buscaran reclamarla del mismo modo, para validar sus
respectivas prácticas y su decisión de ejercerlas. Además, emprendieron una búsqueda de
reconocimiento a través no solo de la docencia sino también de la creación, con el fin de
que el producto de su trabajo tuviera un espacio en la sociedad y resultara rentable.
Márquez no fue ajena a esta revolución artística, participó repetidas veces con opiniones
acerca de los mínimos del artista y demandó un espacio legal y legítimo para su trabajo
para poder concentrar su quehacer en procesos creativos que no encajaban en el campo
laboral establecido ni obedecía criterios “útiles” para la producción como la eficiencia.
En la década de los cincuenta en Colombia, gracias a artistas en su mayoría locales,
surgieron nuevos lenguajes artísticos enfocados en desligar las artes plásticas de lo político
pues esta había sido una relación instaurada por la academia, el arte tradicional y el
americanista. Por el contrario, propusieron ver en lo pictórico y lo escultórico un
significado por sí mismo partiendo de su relación con el entorno. Esta necesidad de
distanciarse de la academia llevó a muchos artistas (entre ellos a Márquez) al lenguaje de la
abstracción, que buscaba transformar la percepción del arte y, a través de él, la percepción
del entorno. Particularmente en Colombia, los artistas abstractos integraron diferentes formas de la abstracción internacional con elementos de la cultura local tanto precolombina
como popular.
En lo personal, Márquez consideraba que la pintura abstracta iba a permitir a los
colombianos ver la pintura en sus valores esenciales y en su expresividad más directa.

## Trabajo editorial
Judith Márquez se caracterizó en parte por su labor de autogestión pues editó y dirigió de la
revista Plástica y creó una empresa dedicada a trabajos de dibujo, decoración, diseño,
ilustración, publicaciones, entre otros, llamada Lineico (línea y color).
La revista Plástica fue editada entre 1956 y 1960, periodo durante el cual alcanzaron a
publicarse diecisiete números. Plástica actuó como guía en el arte contemporáneo del
momento, sus parámetros conceptuales y las nuevas propuestas en este campo. Además,
sirvió como espacio de producción y divulgación del pensamiento de los artistas y
críticos.

## Estilo
Existen grandes discusiones acerca del estilo pictórico de Márquez pues en su trabajo
convivían algunos opuestos de la representación plástica como abstracción y referente
natural o abstracción y figuración. Estos contrastes se deben a que sus bocetos partían de
una copia de lo natural y a medida que iba trabajando abstraía cada vez más las
representaciones, llegando a formas a través de un proceso de eliminación.
Su obra no puede ser encasillada dentro de una sola rama de la abstracción pues, dicho por
ella misma, incluía notas de diversas tendencias abstraccionistas.
Dentro de la crítica de arte no ha habido un consenso claro acerca de la obra de Márquez,
Mientras que Walter Engel o Marta Traba la incluían objetivamente dentro de la
abstracción por coincidir con sus lenguajes y normas, Dolly Mejía la consideraba
modernista pues consideraba que, al aparecer la figura en su contorno natural
correspondiente, no podía catalogarse como abstracta.

## Influencias
En vez de inspirar su obra en un estilo particular, Márquez tomaba como referentes a
artistas específicos. Paul Klee fue su inspiración más literal y directa incluyendo elementos
infantiles o inocentes similares a los de Klee. En segundo lugar, estuvo influenciada por
artistas como Miró.

## Descripción
Diversos historiadores y críticos de arte se han referido a la obra de Márquez como
cambiante, en constante transformación: En las primeras aproximaciones pictóricas de la
artista se puede ver un acercamiento a hechos reconocibles, naturaleza y figura humana con
detalles completamente abstractos. Un ejemplo de esto lo podemos ver en obras como
“Peces” o “Figura en Blanco, Autorretrato [la pensadora]”, ambos de 1955. Más adelante se
alejó de esta noción previa, comenzando a trabajar en resaltar las características específicas
y tácitas de los elementos pictóricos que utilizaba previamente, en obras como “Sinfonía en amarillo y naranja” de 1957 podemos notar que, si bien la inspiración sigue viniendo de objetos o naturaleza se busca una exploración más directa con el material (óleo y madeflex) y las formas (líneas verticales, horizontal, diagonales, curvas, figuras cerradas).
Sobre esta transformación pictórica de Márquez, Walter Engel dice que:
“La rigidez vertical-horizontal ha cedido a la curva y a los ritmos diagonales; las
transparencias sutiles fueron sustituidas en gran parte por un color más enérgico, más
decidido, más encendido y seguro.”
Pero a pesar de esta independencia indescifrable, se ha podido identificar que esta obedece
las leyes de la abstracción no-figurativa tales como la construcción y organización del
cuadro. Engel resaltó algunas claves del estilo de Márquez en un artículo que escribió para
la revista América mencionando su uso predilecto de “formas angulosas” y su constante
construcción ortogonal, así como las “finas y suaves transparencias, bien entonadas
armonías de colores, y un máximo aprovechamiento del pigmento. La vibrante y variada
superficie de los óleos adquiere vida y porosidad bajo los pinceles y la espátula de la
artista.”

## Exposiciones
1955 – Tercera Bienal Hispanoamericana de Arte de Barcelona, con “Figura en azul”, óleo.
1955 - Exposición individual, Biblioteca Nacional, Bogotá.
1956 – Salón de Arte Abstracto en “El Callejón”, Bogotá.
1956 – Exposición individual, Museo de Zea, Medellín.
1956 – Exposición de Tendencias Actuales, con “Composición”, óleo.
1957 – Exposición individual, Hotel Escorial de Manizales.
1957 – Primer Salón de Pintoras Colombianas o Residentes en Colombia, Compañía
Colombiana de Seguros, Bogotá.
1957 – X Salón de Artistas de Colombia.
1957 – Salón de Arte Moderno, Biblioteca Luis Ángel Arango, Bogotá.1957 – Exposición individual, galería “El Callejón”, Bogotá.
1958 – Exposición en la Biblioteca Luis Ángel Arango, Bogotá.
1958 – Bienal de Venecia.
1958 – Primer Salón de Arte Moderno, Pereira.
1958 – Exposición de Pintura Abstracta Colombiana, Biblioteca Luis Ángel Arango,
Bogotá.
1958 – Bienal Interamericana de México.
1958 – XI Salón de Artistas Colombianos, con “Fantasía” y “Claridad”, óleos.
1958 – Exposición en la sede de la ONU, Nueva York.
1958 – Primer Salón Anual de Pintura, Escultura y Cerámica, Museo Nacional, Bogotá.
1958 – Festival de Arte Contemporáneo en Caracas, Venezuela.
1959 – Salón de Arte Contemporáneo, Palacio de la Inquisición, Cartagena.
1959 – Salón de Pintura Moderna, Cartagena.
1959 – Exposición de autorretratos, Sociedad Económica de Amigos del País, Bogotá.
1959 – Exposición Interamericana de Pintura, Cartagena.
1959 – Exposición 12 pintoras, Universidad de América.
1959 – XII Salón de Artistas Colombianos, con “Ronda”, óleo.
1960 – Bienal de Venecia.
1960 – Exposición junto a Lucy Tejada y Cecilia Porras, Unión Panamericana de
Washington.
1960 – Gran exposición retrospectiva 3.500 años de arte colombiano, Universidad de
Miami, Estados Unidos.
1960 – Salón de Arte Contemporáneo, Museo de Zea, Medellín.
1960 – Primer Salón de Pintura de Cúcuta.
1960 – Exposición 8 artistas modernos en “El Callejón”, Bogotá.
1962 – Exposición en Galería Los Colorines, Ciudad de México, con “Las once mil
vírgenes”, “El beso de Judas”, “La huida de Egipto” y “Tejados de Janitzio”.
1964 – Exposición junto con Edilberto Calderón en la Galería Arte Moderno de Bogotá,
con “Siglo veintiuno”, “Damas de mañana”, “Tertulia”, “Camino del paraíso” y “El feliz
mundo nuevo”.

## Distinciones
- Concurso Anual de la Asociación de Escritores y Artistas de

Colombia (Mención honorífica, 1954)
- Concurso Nacional de Pintura del Centro Artístico de

Barranquilla gracias a su obra “Garzas” (Mención honorífica, 1955)
- Tercera Bienal Hispanoamericana de Arte de

Barcelona (Premio por óleo “Figura en azul”, 1955)
- X Salón de Artistas

de Colombia (Mención honorífica por óleo “Sinfonía en amarillo y naranja”, 1957)
- XI Salón de Artistas Colombianos (Primer premio con óleos “Fantasía” y

“Claridad”, 1958)